# Tomasz Żelazowski
Tomasz Żelazowski (ur. 22 września 1974 w Opatowie) – polski piłkarz, grający na pozycji napastnika.
Przez większość kariery związany z KSZO Ostrowiec Świętokrzyski. Wybrany przez kibiców pomarańczowo-czarnych do jedenastki wszech czasów. Koszulka z numerem 10 i strzał przewrotką stały się jego znakami rozpoznawczymi. Czterokrotnie awansował z KSZO do wyższej klasy rozgrywkowej, w 1995 roku do II ligi, dwukrotnie do ekstraklasy w latach 1997 i 2001 i w 2009 do nowej I ligi. W ekstraklasie rozegrał dotychczas 66 meczów i strzelił w niej trzynaście goli. W 2001 roku został nominowany do Piłkarskich Oscarów Canal+ w kategorii „Największe objawienie”.

## Życiorys
Urodził się w Opatowie a wychowywał w Gierczycach. Piłkę nożną zaczął trenować w czwartej klasie szkoły podstawowej w OKS-ie Opatów skąd trafił, w wieku siedemnastu lat, do KSZO Ostrowiec Świętokrzyski występującego wówczas w III lidze. Od początku swojego debiutanckiego sezonu (1992/93) w ostrowieckim klubie wywalczył sobie miejsce w podstawowej jedenastce trenera Witalija Kwarczanego, tym samym pierwszy mecz sezonu 1992/93 przeciw Podlasiu Sokołów Podlaski był również pierwszym oficjalnym występem Żelazowskiego w barwach hutniczego zespołu. Natomiast swą pierwszą bramkę zdobył już w trzeciej kolejce w meczu z Wisłą Sandomierz. W całym sezonie zdobył 12 bramek, stając się tym samym najskuteczniejszym strzelcem zespołu. W kolejnym sezonie ponownie z dorobkiem 12 bramek okazał się najlepszym strzelcem drużyny. Sezon 1994/95 zakończył się historycznym awansem KSZO do II ligi, do którego Tomasz Żelazowski walnie się przyczynił tworząc bramkostrzelny duet z Wołodią Gaszczynem.
Debiutancki sezon drugoligowy KSZO rozpoczął od remisu 1:1 w Hutniczych Derbach ze Stalą Stalowa Wola, w spotkaniu tym Żelazowski zdobył pierwszą bramkę dla ostrowieckiej drużyny w tej klasie rozgrywkowej. Ostatecznie, z 13 zdobytymi golami, Żelazko ponownie był najskuteczniejszym strzelcem KSZO. Przed sezonem 1996/97 posadę trenerską w KSZO obejmuje Czesław Palik, pod którego wodzą zespół ze Świętokrzyskiej wywalczył awans do ekstraklasy. Tomasz Żelazowski wraz z Dariuszem Brytanem stworzyli w tym sezonie najskuteczniejszy atak ligi zdobywając łącznie 36 goli. Już w drugiej kolejce tego sezonu Żelazowski zdobył cztery bramki w meczu z RKS-em Radomsko, by ostatecznie zakończyć ten historyczny sezon z dorobkiem 19 goli.
W ekstraklasie zadebiutował 9 sierpnia 1997 roku w meczu pierwszej kolejki sezonu 1997/98 z Lechem Poznań, a 23 października 1997 roku strzelił swojego pierwszego gola w ekstraklasie Widzewowi Łódź, jeszcze wtedy aktualnemu mistrzowi Polski, w 30 minucie spotkania wygranego przez KSZO 2:0. W rundzie wiosennej dołożył jeszcze 3 gole w spotkaniach przeciw Dyskoboli Grodzisk Wielkopolski, Pogoni Szczecin i Petrochemii Płock.
Kolejny, już drugoligowy, sezon 1998/99, rozpoczął się bardzo pechowo dla Żelazowskiego. Już w pierwszym meczu nabawił się kontuzji, która wyeliminowała go z gry na cztery kolejne spotkania. Zawodnik pomarańczowo-czarnych zdobył ostatecznie pięć bramek w tym sezonie i został przez trenera Henryka Apostela zaliczony do grupy piłkarzy, na których szkoleniowiec się zawiódł. W następnym sezonie posadę trenera objął Włodzimierz Gąsior, który nie widział miejsca w składzie dla Żelazowskiego, który 19 sierpnia 1999 roku został wypożyczony do kieleckiej Korony. Umowa wypożyczenia zawierała zapis, mówiący, że zawodnik może wrócić w każdej chwili na żądanie KSZO do hutniczego zespołu. Już po miesiącu, z powodu kłopotów kadrowych, postanowiono z niego skorzystać, jednak zapis został zakwestionowany przez PZPN i Żelazko mógł powrócić do Ostrowca dopiero w przerwie zimowej. Jednakże, w rundzie wiosennej został ustawiony przez trenera jako prawy pomocnik i ani razu nie wpisał się na listę strzelców. Znacznie lepszym miał się okazać kolejny sezon 2000/2001. Żelazowski zdobył w nim 9 goli wydatnie przyczyniając się do drugiego w historii KSZO awansu do ekstraklasy.
W rundzie jesiennej rozgrywek ekstraklasy sezonu 2001/2002 Żelazowski strzelił 7 bramek, co stanowiło połowę wszystkich goli zdobytych przez KSZO w rozgrywkach grupy A (ekstraklasa w tym sezonie została rozdzielona na dwie grupy). Jeszcze w 2001 roku dołożył dwie bramki strzelone Śląskowi Wrocław, ale już w ramach grupy spadkowej, której dwie pierwsze kolejki rozegrano awansem w listopadzie 2001 roku. Dzięki znakomitym wynikom zdobył tytuł Piłkarza Roku 2001 w plebiscycie zorganizowanym przez Wiadomości Świętokrzyskie oraz został nominowany do Piłkarskich Oscarów Canal+ w kategorii „Największe objawienie”. W rozgrywanych wiosną meczach sezonu 2001/2002 nie zdobył jednak ani jednej bramki. Niemoc strzelecka Żelazowskiego trwała również w kolejnym sezonie i rundę jesienną ekstraklasy sezonu 2002/2003 zakończył bez zdobycia bramki. 10 grudnia 2002 roku Żelazowski wraz z Rafałem Lasockim, Zbigniewem Kowalskim i Marcinem Kaczorowskim zwrócili się do PZPN-u w sprawie wcześniejszego rozwiązania kontraktów z KSZO z powodu zaległości finansowych wobec nich, jednak Związek odrzucił wnioski pierwszych trzech. Było to preludium do tzw. afery grypowej, której skutkiem była odmowa większości zawodników gry w KSZO w rundzie wiosennej zasłaniając się zwolnieniami lekarskimi, co spowodowało degradację zespołu z Ostrowca Świętokrzyskiego do II ligi. Jeszcze w okresie przygotowawczym Żelazko nabawił się kontuzji ścięgna Achillesa i nie wystąpił w żadnym meczu rundy wiosennej.

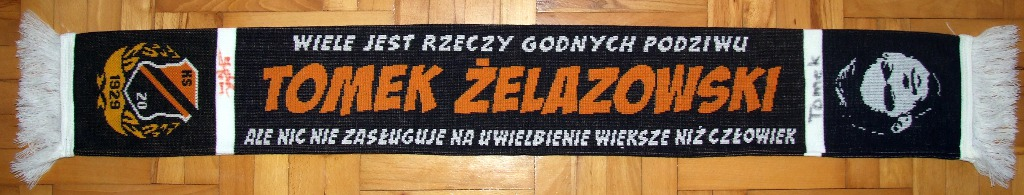
Szalik poświęcony Tomaszowi Żelazowskiemu z jego własnoręcznym autografem

Rozbrat z piłką trwał jeszcze do maja 2004, kiedy to stał się zawodnikiem RKS-u Radomsko. W rundzie wiosennej sezonu 2003/2004 wystąpił w sześciu spotkaniach w barwach Radomska, natomiast już w sezonie 2004/2005 był zawodnikiem podstawowej jedenastki zdobywając 5 bramek. 30 października 2004 roku przed wyjściem piłkarzy na mecz KSZO - RKS Radomsko, ostrowieccy kibice uroczyście przywitali Żelazowskiego prezentując flagę w pomarańczowo-czarnych barwach z jego wizerunkiem oraz specjalną edycję szalików. W przerwie zimowej sezonu 2004/2005 Żelazowski powrócił do Ostrowca Świętokrzyskiego podpisując półtoraroczny kontrakt z hutniczym klubem. Jednak w tej rundzie nie zdobył gola, a po zakończeniu sezonu prezes Mirosław Stasiak w ramach oszczędności postawił przed nim ultimatum albo renegocjacja kontraktu albo zmiana klubu. Żelazowski ostatecznie przeszedł do Tura Turek występującego w sezonie 2005/2006 w III lidze. W rozgrywkach ligowych zdobył dla Tura 8 bramek i 2 w Pucharze Polski, w tym jednego przeciw Polonii Warszawa. Rundę jesienną sezonu 2006/2007 spędził już w cypryjskim klubie AÉ Messóyis.

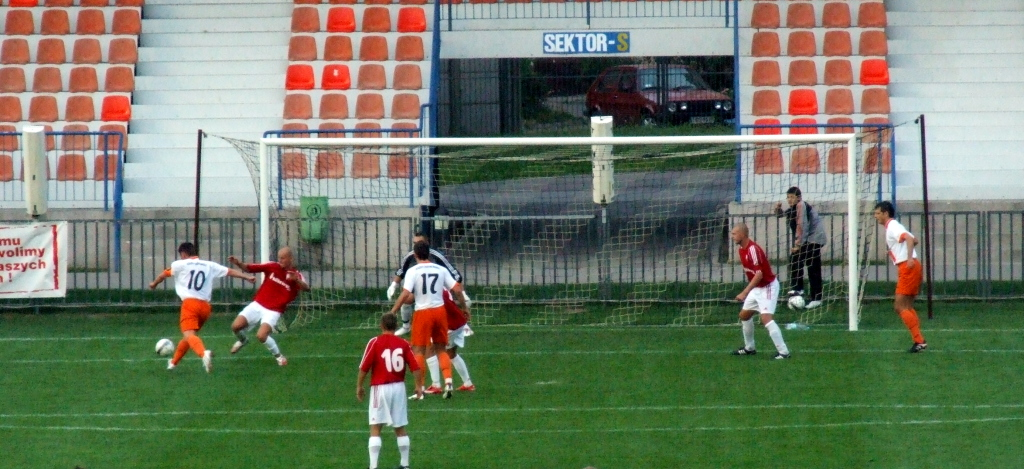
Tomasz Żelazowski w ataku na bramkę rywali

Żelazowski po raz kolejny powrócił do KSZO przed sezonem 2007/2008, zdobywając w nim 3 gole. Akurat ostrowiecki zespół po 12 latach gry w dwóch najwyższych klasach rozgrywkowych znalazł się w III lidze po degradacji za korupcję, ale kończąc sezon na szóstym miejscu awansował do nowej II ligi. W sezonie 2008/2009 KSZO wygrał rozgrywki II-ligowe i awansował do I ligi, Żelazowski pełnił już tylko rolę zawodnika rezerwowego. Podobnie było w sezonie 2009/2010, kiedy wystąpił tylko w siedmiu meczach pierwszej drużyny, grając głównie w rezerwach KSZO. W rundzie jesiennej sezonu 2010/2011 wystąpił tylko w czterech spotkaniach pierwszoligowych i meczu 1/16 Pucharu Polski z Arką Gdynia, w którym strzelił bramkę, a KSZO niespodziewanie pokonał występującą w ekstraklasie drużynę z Pomorza. Na początku października 2010 roku Żelazowski ogłosił, że wraz dwoma innymi zawodnikami KSZO, Adrianem Sobczyńskim i Marcinem Dziewulskim, przenoszą się do amerykańskiego klubu Polonia New York SC. Po powrocie ze Stanów Zjednoczonych Żelazowski w rundzie wiosennej sezonu 2010/2011 zasilił drużynę Orlicza Suchedniów. Pod koniec czerwca 2012, Tomasz Żelazowski zdecydował, że będzie reprezentował Wisłę Annopol. 

## Afera korupcyjna
W 2012 został skazany przez Komisję Dyscyplinarną PZPN za udział w aferze korupcyjnej w polskiej piłce nożnej na 6 miesięcy dyskwalifikacji w zawieszeniu na 3 lata.